# Comunità Montana Valle di Comino
Die Comunità montana Valle di Comino ist eine Vereinigung von insgesamt 19 Gemeinden in der italienischen Provinz Frosinone. Sie wurde von den in der Regel recht kleinen Gemeinden, die zumindest teilweise in Bergregionen liegen, gebildet, um die wirtschaftliche Entwicklung der Region zu stärken und die Abwanderung der Bevölkerung aufzuhalten. Weitere Aufgaben sind die Stärkung des Tourismus, des Naturschutzes und die Erhaltung der ländlichen Kultur.
Das Gebiet der Comunità Montana Valle di Comino umfasst ein Gebiet von 58.297 Hektar und zählt insgesamt 29.614 Einwohner.
Die Comunità umfasst folgende Gemeinden:
- Acquafondata
- Alvito
- Atina
- Belmonte Castello
- Campoli Appennino
- Casalattico
- Casalvieri
- Fontechiari
- Gallinaro
- Pescosolido
- Picinisco
- Posta Fibreno
- San Biagio Saracinisco
- San Donato Val di Comino
- Settefrati
- Vallerotonda
- Vicalvi
- Villa Latina
- Viticuso